# Piper apus
Piper apus är en pepparväxtart som beskrevs av William Trelease. Piper apus ingår i släktet Piper och familjen pepparväxter. Inga underarter finns listade i Catalogue of Life.